# Макулатура (роман)
«Макулатура» (англ. «Pulp») — последний законченный роман американского поэта и писателя Чарльза Буковски. Замысловатое детективное произведение о циничном частном сыщике, сталкивающемся во время своих расследований с самыми непредсказуемыми, иногда фантастическими ситуациями. Работа над созданием книги была начата Буковски в 1991 году, во время тяжёлой болезни, и закончена незадолго до смерти писателя. Роман был выпущен в свет уже после кончины автора издательством «Black Sparrow Press», публиковавшим произведения таких авторов как Пол Боулз, Джон Фанте и многих других.

## Особенности произведения
Исчерпав все сюжеты из собственной жизни, Буковски принялся экспериментировать с новым для себя жанром — детектив. В своём последнем произведении автор полностью исключает элементы автобиографии. В книге присутствует много циничных шуток и иронических замечаний.
Одним из главных действующих лиц романа является Луи-Фердинанд Селин, большим поклонником которого являлся Чарльз Буковски.

## Основные персонажи

### Ник Билейн
В отличие от остальных романов Чарльза Буковски, рассказчиком и главным героем этого произведения является не Генри Чинаски (хотя в сюжете этот персонаж упоминается), а неудачливый частный детектив Ник Билейн, который пытается разыскать французского классика, писателя Селина, и неуловимого Красного Воробья. Также как и сам писатель, персонаж Буковски цинично относится к окружающему миру, увлекается скачками и злоупотребляет алкоголем.

### Леди Смерть
Красивая и загадочная женщина, в произведении фигурирует как воплощение смерти. Леди нанимает Ника Билейна, чтобы тот помог ей в поисках французского писателя Луи-Фердинанда Селина, якобы избежавшего в своё время естественной кончины. 

### Джон Бартон
Таинственный клиент Билейна, обратившийся к сыщику с просьбой разыскать некоего Красного Воробья, неизвестную птицу, обещая в случае успеха платить тому по 100 долларов ежемесячно до конца его жизни. На встречное предложение Билейна — выдать ему всю обещанную сумму авансом — отвечает отказом, мотивируя его тем, что Билейн тут же проиграет деньги на ипподроме. Легко опознаваемым прототипом этого персонажа является Джон Мартин, владелец издательства «Black Sparrow Press», американский издатель Чарльза Буковски с 1971 года и до конца его жизни.

## Отзывы критиков
Автор газеты «New York Times», Джордж Стэйд, отмечал, что роман «Макулатура» является ничем иным, как прощанием Буковски с читателями перед приближающейся смертью.

## Рецензии
- Nericcio, William Anthony. Reviews the book Pulp by Charles Bukowski // World Literature Today. — 1995.